# 안자이 유토
안자이 유토(일본어: 安齋 悠人, 2005년 4월 25일~)는 일본의 축구 선수이다.

## 구단 경력
그는 2024년 J1리그의 교토 상가 FC에 입단했다.